# Paraguay
Paraguay (guaraní: Paraguái), officielt Republikken Paraguay (spansk: República del Paraguay; guaraní: Tetã Paraguái), er en indlandsstat i det centrale Sydamerika. Det grænser op til Argentina i syd og sydvest, Brasilien i øst og nordøst, og Bolivia i nordvest. Paraguay ligger på begge sider af Paraguay-floden, der løber fra den nordlige til den sydlige del af landet. På grund af Paraguays centrale placering, bliver landet ofte kaldt Corazón de Sudamérica ("Sydamerikas hjerte"). Paraguay er den ene ud af kun to indlandsstater uden for Afrika-Eurasien (den anden er Bolivia), og den er tilmed den mindste.
Paraguay har et indbyggertal på 6,7 millioner (2016), hvoraf størstedelen bor i den sydøstlige del af landet. Paraguays hovedstad og største by er Asunción, der er hjemsted for næsten en tredjedel af landets indbyggere. I modsætning til i de fleste latinamerikanske lande, har Paraguays indfødte befolkning kulturelt så vel som sprogligt stor indflydelse. De fleste indbyggere er mestizer, hvilket vidner om en årelang tradition for giftermål mellem forskellige etniske grupper. Guaraní anerkendes ved siden af spansk som Paraguays officielle sprog, og begge sprog er udbredte over hele landet. 

## Historie
Europæerne kom første gang til området tidligt i det 16. århundrede, og grundlæggelsen af hovedstaden Asunción skete den 15. august 1537 af den spanske opdagelsesrejsende Juan de Salazar. Paraguay erklærede sin selvstændighed efter at have overtaget magten fra de lokale spanske autoriteter den 14./15. maj 1811 – som det første land i Sydamerika.

### Perioder i landets historie
Paraguays historie er blevet karakteriseret af lange perioder med autoritære regeringer, politisk ustabilitet og intern uro samt ødelæggende krige med landets naboer. Tiden efter kolonimagternes fald i 1811 kan opdeles i en række perioder:
- 1811 – 1816: Oprettelse af Paraguay
- 1816 – 1840: Regeringer under José Gaspar Rodríguez de Francia
- 1840 – 1865: Regeringer under Carlos Antonio López og Francisco Solano Lopez
- 1865 – 1870: Den Paraguayske Krig (eller Trippelalliancens krig)
- 1870 – 1904: Efterkrigsrekonstruktion og regeringer med Coloradopartiet
- 1904 – 1932: Regeringer med det Liberale Parti (Partido Liberal) og optakt til Chacokrigen
- 1932 – 1935: Chacokrigen
- 1935 – 1940: Regeringer med Partido Revolutionario Febrerista og José Félix Estigarribia
- 1940 – 1948: Higinio Morinigo-regering
- 1947 – 1954: Paraguaysk Borgerkrig (marts 1947 til august 1947) og reetableringen af Coloradopartiet (Partido Colorado)
- 1954 – 1989: Alfredo Stroessner-diktatur
- 1989 – : Transformering til demokrati

### Krige og milepæle
Tripelalliancekrigen og Chacokrigen var milepæle i Paraguays historie. Paraguay kæmpede mod de tre allierede magter, Brasilien, Argentina og Uruguay og blev besejret i 1870 efter fem år med den blodigste krig i Amerika. Paraguay led markante territoriale såvel som menneskelige tab. Landområder tabtes især til de to stormagter Brasilien og Argentina. Chacokrigen var en krig mod Bolivia i 1930'erne, og Bolivia blev overvundet. Paraguay reetablerede magten over den region, der hedder Chaco – man troede, at der i denne region var store olieforekomster.

### Diskussion
Paraguays historie er omdiskuteret af historikere, lærere og politikere. Den officielle version af de historiske begivenheder – specielt krige – varierer efter, om man læser historiebøger skrevet i Paraguay, Argentina, Brasilien eller Bolivia. Selv europæiske og amerikanske forfattere har været ude af stand til at undgå dobbelttydninger.

## Politik
Paraguay blev fra 1954 til 1989 ledet af generalen og diktatoren Alfredo Stroessner, og frem til 1992 var regeringsmagten stærkt centraliseret og til tider diktatorisk. I 1992 fik landet en ny forfatning, som sikrede en opdeling af magten. Præsidenten og vicepræsidenten vælges på samme stemmeseddel og sidder i en periode på 5 år. Præsidenten er både statsoverhoved og regeringschef.
10. august 2008 blev Fernando Lugo valgt som ny præsident. Den venstreorienterede Lugo, som tidligere var biskop, blev den første præsident siden 1946, som ikke repræsenterer Colorado-partiet.
Parlamentet (Congreso) er delt i to kamre. Underhuset, Cámara de Diputados, har 80 medlemmer, mens senatet, Cámara de Senadores, har 45 medlemmer. De to kamre vælges også for en periode på 5 år.
Paraguay er bl.a. medlem af FN, WTO og OAS.

## Flora og Fauna
Naturmæssigt kan Paraguay deles op i en østlig og en vestlig del. Den østlige var til så sent som i 80'erne dækket af den vestligste del af den atlantiske regnskov, der strakte sig fra Atlanterhavskysten i Brasilien i øst til Paraguay i vest.
Op gennem 90'erne og især det under det økonomiske opsving frem til år 2008 steg prisen eksplosivt på landbrugsprodukter og dermed landbrugsjord. Brasilianske godsejere, der allerede havde fældet deres del af den atlantiske regnskov øjnede en chance for billig jord i Paraguay, med det resultat, at 90% af al regnskov i Paraguay er væk og forvandlet til brasilianske sojamarker. Dyr som tapirer, jaguarer og aber blev fanget i små skovrester, hvor de blev skudt af jægere.
Nye tiltag om at beskytte naturen i det østlige Paraguay med fældningsforbud af skov og skat på sojabønneeksport har medført protester fra godsejerne og trusler på regeringsniveau fra Brasilien om, at en trussel mod brasilianske godsejere var en trussel mod Brasilien, selvom jorden lå i Paraguay. Den atlantiske regnskov er væk, og der er nu kun nationalparken Iguazu tilbage.
Satellitbilleder: Regnskovens forsvinden Arkiveret 19. juli 2011 hos  Wayback Machine

## Geografi

### Provinser
Landet er inddelt i atten departementer:
| - Alto Paraguay - Alto Paraná - Amambay - Asunción - Boquerón - Caaguazú | - Caazapá - Canindeyú - Central - Concepción - Cordillera - Guairá | - Itapúa - Misiones - Ñeembucú - Paraguarí - Presidente Hayes - San Pedro |

## Demografi
Ca. 95% af Paraguays befolkning er mestizer og omkring 90% tilhører den romersk-katolske kirke.